# 西公园 (慕尼黑)

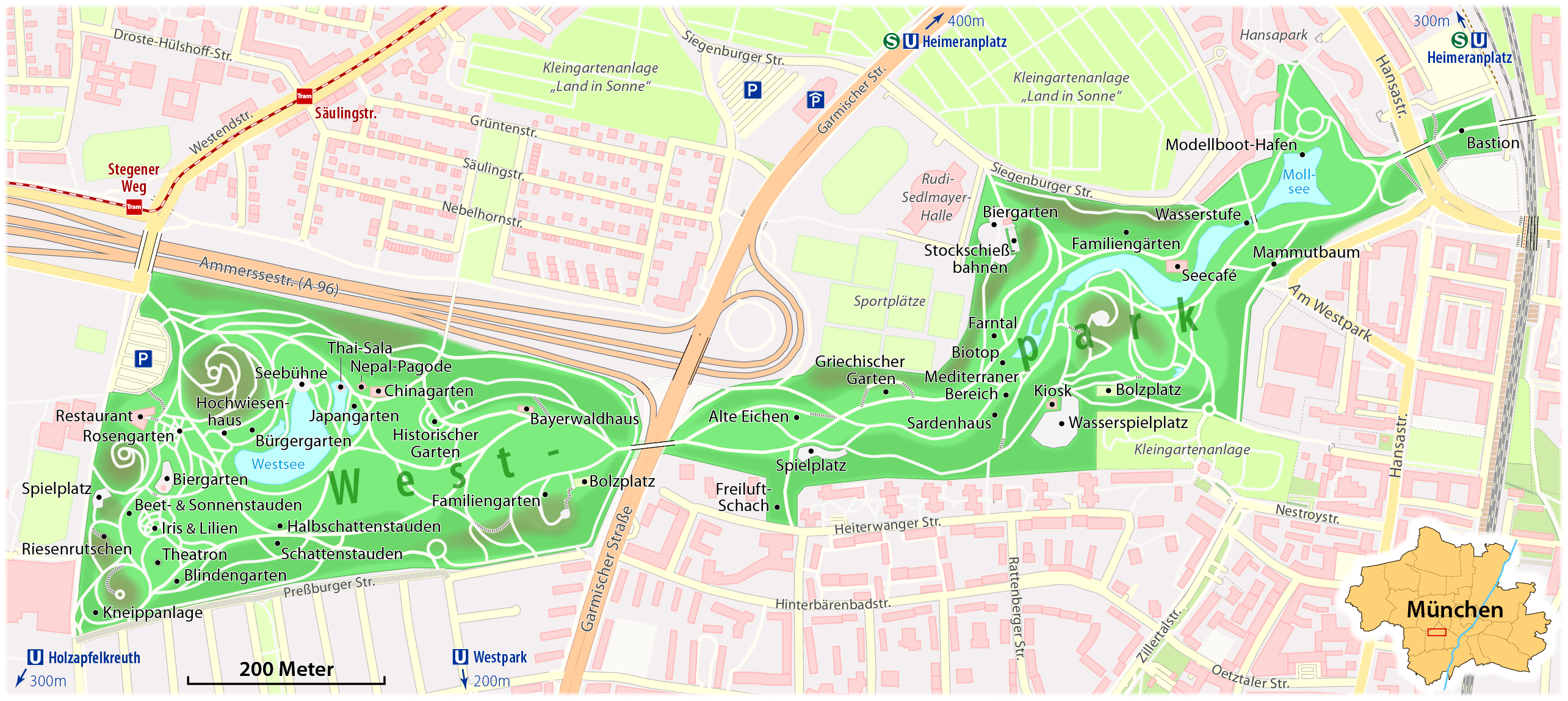
西公园

西公园（Westpark）是德国慕尼黑的一个大型城市公园。它是由景观建筑师彼得Kluska设计，1983年完成。1983年第四届国际园艺展在此举办。该公园占地面积72万平方米（178亩），东西延伸2公里。加米施大街将公园分割成东部和西部两个部分。

## 景点

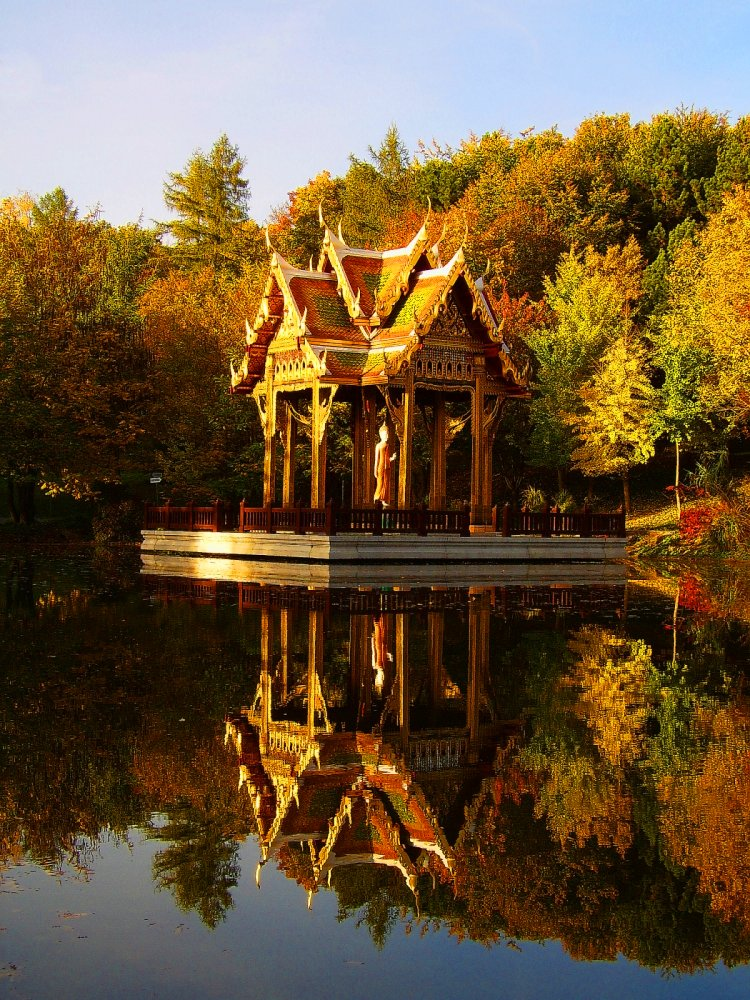
泰国凉亭

### 玫瑰园
玫瑰园拥有20,000多棵玫瑰和500个不同的玫瑰品种。此外，还有一个受欢迎的啤酒花园。

### 湖上舞台
西部湖泊设有湖上舞台（Seebühne），在夏季放映露天电影，举办现场音乐会和戏剧表演。

### 小亚洲
小亚洲（Klein-Asien）包括中国花园、日本花园、泰国凉亭和一座由300名尼泊尔工匠修建的宝塔。

### Mollsee
Mollsee 是一个人工湖，位于公园的东部。它经常吸引着模型船爱好者。